# Гіпотеза Сепіра — Ворфа
Гіпотеза Се́піра — Во́рфа (англ. Sapir–Whorf hypothesis), гіпотеза лінгвістичної відносності — концепція, розроблена в 1930-х роках, за якою структура мови визначає мислення і спосіб пізнання реальності. Названа за іменами американських мовознавців Едварда Сепіра та Бенджаміна Ворфа.

## Опис
Гіпотеза припускає, що люди, які говорять різними мовами, по-різному сприймають світ і по-різному мислять. Зокрема, ставлення до таких фундаментальних категорій, як простір і час, залежить в першу чергу від рідної мови індивіда; з мовних характеристик європейських мов (так званого «середньоєвропейського стандарту») виводяться не тільки ключові особливості європейської культури, але і найважливіші досягнення європейської науки (наприклад, картина світу, відображена в класичній ньютонівській механіці). Автором концепції є американський етнолінгвіст-любитель Б. Л. Ворф; ця концепція була співзвучна деяким поглядам найбільшого американського лінгвіста першої половини XX століття Едварда Сепіра (надавав Ворфу підтримку) і тому зазвичай називається не «гіпотезою Ворфа», а «гіпотезою Сепіра — Ворфа». Подібні ідеї раніше висловлював і Вільгельм фон Гумбольдт.
Зазвичай виокремлюють два варіанти інтерпретації гіпотези, перший з яких частіше за все дістає назву «радикальної», «сильної» або «консервативної» версії, а другий — «обережної», «слабкої» або «ліберальної» версії. Радикальність першої версії полягає у твердженні про те, що «мова повністю визначає мислення», у той час як друга версія пропонує визнати, що «мова лише впливає на мислення». У такому «слабкому» формулюванні гіпотеза сприймається сьогодні як дещо самоочевидне.

## Передумови виникнення теорії
Едвард Сепір та Бенджамін Ворф не були першовідкривачами у дослідженні світогляду представників різних народів та їхньої залежності від мови. Одним із перших мовознавців, який звернув увагу на зв'язок мови та мислення людини, був німецький вчений Вільгельм фон Гумбольдт. Він ще раніше висловлював ідеї, що людина сприймає світ крізь мовну призму і робить це так, як мова дозволяє. У своїй концепції фон Гумбольдт дотримується антропологічного підходу, зосереджуючись на зв'язку мови зі свідомістю людини. Вчений переконує, що кожна конкретна мова пов'язана із «духом народу» та є його виявом.
Гумбольдт заперечував технічну функцію мови і те, що вона потрібна лише для вираження думок, оскільки вважав, що «мова закладена в природі людини». Мова, на його думку, існує у взаємозв'язку з народом і культурою. Крім цього, Вільгельм фон Гумбольдт відстоював ідею, що саме мова — той орган, який творить думки і думки кожної людини породжені особливостями її мови. Розвиваючи свою теорію, вчений зазначив, що не лише мислення, а й світобачення та пізнання навколишнього середовища залежить від мови, яка не просто відображає їх, а інтерпретує. Мови, на його думку, по-різному членують світ, адже те явище, що в якійсь мові названо одним словом, в іншій потребує двох. Та єдність, яка описана одним словом, втрачається у зворотах мови, яка не має потрібної назви-відповідника.
Такі думки були на той час прогресивним та брали свій початок у вченнях німецьких філософів. Однак, далеко не всі сучасники погоджувалися з ідеями В. фон Гумбольдта. Його теорію піддавали критиці прибічники «технічного» призначення мови. Були вчені, які розвинули теорію Гумбольдта, зокрема Ф. Боас, учнем якого був Сепір. Ідеї німецького вченого знайшли продовження у гіпотезі американських колег Едварда Сепіра та Бенджаміна Ворфа.

## Критики та послідовники гіпотези Сепіра— Ворфа
У своєму радикальному формулюванні гіпотеза Сепіра — Ворфа в наш час[коли?] не має прихильників серед серйозних професійних лінгвістів. Дані щодо мови хопі, на які спиралися багато висновків Ворфа, як вказували фахівці з мов північноамериканських індіанців, можуть інтерпретуватися по-різному. Сама можливість впливу мовних категорій на сприйняття світу є предметом активної дискусії в етнолінгвістиці, психолінгвістиці та теоретичній семантиці.
Феміністична критика мови 1960—1970-х років, яка мала два основні напрями — вивчення мови з метою виявлення гендерної асиметрії та дослідження особливості комунікації в одностатевих та змішаних групах, використала теорію вчених. Перший напрям у пошуках «мовного сексизму» базував власні дослідження на основі гіпотези Сепіра — Ворфа: згідно з нею, мова — це не лише інструмент передачі думок, а й основний засіб формування мислення та світогляду. З цього виходить, що мови, які функціонують в патріархальному суспільстві («чоловічі» мови) створюють відповідну картину світу. Отож, для усунення мовного сексизму у різних культурах, достатньо проаналізувати та змінити відповідні мовні норми.
Одним зі стимулів створення в 1950-х роках штучної мови логлан була спроба перевірити дану гіпотезу на практиці. У спільноті динамічніше розвивається ідіома цієї мови — ложбана — ідея його використання для перевірки цієї гіпотези регулярно обговорюється.
На основі гіпотези Сепіра — Ворфа було проведено велику кількість досліджень різних культур, в рамках етнографії та антропології. Вчені Браун та Леннеберг також проводили дослідження на основі вчення Ворфа, намагаючись прослідкувати зв'язок між легкістю називання кольору з легкістю його запам'ятовування. Ленненберг також вважав, що питання співставлення у різних мовах є одним із головних досліджень у мовознавстві. Деякі мовознавці називали гіпотезу мовної відносності «крайнім вираженням ідей Арістотеля, александрійців і середньовічних уявлень про природу спілкування». Російські вчені піддали сумніву правильність гіпотези Сепіра — Ворфа. На їхню думку, крайній універсалізм, як і крайній релятивізм, є досить помилковим. К. Аратунян зазначала, що російські мовознавці не заперечують відмінностей між мовами, однак підтримують ідею існування своєрідного базового словника, мовних універсалій. Не лише мова впливає на мислення, на їхню думку, а й навпаки — мислення визначає рамки мовної системи. Оскільки можливі комунікації та взаєморозуміння між носіями різних мов, існує й загальний побутовий базис, притаманний усім культурам.
Після смерті Ворфа гіпотеза отримала як критику, так і підтримку — були навіть спроби її подальшого обґрунтування й розвитку. Зараз багато науковців заперечують основні положення гіпотези мовної відносності як такої, що усуває будь-яку подібність між механізмами мислення різних народів. Н. Кудрявцева стверджує, що така неоднозначність спричинена занадто поверхневим вивченням гіпотези лінгвістичної відносності іншими вченими. Вона зауважує, що Бенджамін Ворф вийшов далеко за межі лінгвістики, торкнувшись у своїй праці таких наук, як психологія, філософія, антропологія тощо.
У XX столітті виникає два напрямки «неогумбольдтіанства». Представники першого напряму (Л. Вайсгербер, Е. Кассірер та ін.) повністю продовжують ідеї Гумбольдта і розглядають зв'язок мови та народу, а вчені другого напрямку зосередилися на відношенні мови та культури. Погляди вчених були близькими до теорії мовної відносності, адже вони осмислювали мову не як знаряддя здійснення мислення, а проміжний світ між дійсністю та людською свідомістю. Мислення кожного народу, на думку Вайсгерберга, має національні риси і його розвиток зумовлений розвитком мови.
Видатний український мовознавець Олександр Потебня відстоював схожі погляди з теорією американських науковців ще до її виникнення. Говорити про наслідування ідей Потебні було б неправильно, оскільки Сепір та Ворф не були ознайомлені з його працями. Схожість ідей таких відомих може свідчити лише про знаковість самої гіпотези та важливість її подальшого розвитку. Потебня першим звернув увагу на вчення фон Гумбольдта, переконуючи, що явища мови потрібно вивчати у взаємозв'язку. Український мовознавець наголошував, що мова має психологічну сутність і є відображенням переживань людини. Ворф, услід за Сепіром, також шукав зв'язків мови із психологією людини. Він продемонстрував, як різні мови інтерпретують ідентичні ситуації, виділяючи різні деталі. Потебня зауважує, що прийоми мислення залежать від етнокультурних особливостей конкретного мовця. Український мовознавець завжди наголошував на нерозривності мовленнєво-мисленнєвого процесу, адже вважав мислення без мови неможливим. Отож, Бенджамін Ворф та Олександр Потебня, незалежно один від одного, сформували схожі гіпотези.

## У мистецтві
- «Прибуття» (2016) — американський науково-фантастичний фільм, знятий Дені Вільневом за новелою «Історія твого життя» Теда Чана. Головні герої вивчають мову прибульців з космосу, яка потім істотно впливає на їх світосприйняття.
- «Вавилон-17» (1966) — науково-фантастичний роман американського письменника Семюеля Ділені, в основу якого теж покладена ця гіпотеза.